# 丘潘帕
丘潘帕（西班牙語：Chupampa），是巴拿馬的城鎮，位於該國中南部，由埃雷拉省的聖瑪利亞區負責管轄，面積22.7平方公里，海拔高度48米，2010年人口1,231，人口密度每平方公里54.2人。